# Hohenwarte
Hohenwarte là một đô thị thuộc huyện Saalfeld-Rudolstadt, trong bang Thüringen, nước Đức. Đô thị Hohenwarte có diện tích 6,28 km².